# Mon Amour
«Mon Amour» — песня франко-швейцарского диджея и музыкального продюсера Mosimann, записанная совместно с украинской певицей Maruv. Она была выпущена 17 мая 2019 в качестве сингла на лейбле Warner Music Russia.
До выхода сингла, Maruv и Mosimann выступали на одной сцене на музыкальном фестивале в Минске.

## Видеоклип
За день до выхода музыкального видео Maruv опубликовала тизер в своём Instagram-аккаунте.
Релиз видеоклипа на трек состоялся 17 мая 2019 на официальном Youtube-канале Maruv, в день выхода сингла. В нём певица фигурирует в образе блондинки в обтягивающем чёрном латексном комбинезоне. Режиссёром видеоклипа стала Яна Чаплыгина, ранее работавшая с Maruv.

### Отзывы
На сайте советского информационного бюллетеня «Аргументы и факты» заметили, что клип является «иллюстрацией сексуальной провокации, призванной оценить эротичную красоту и откровенное искусство в целом», и сказали, что Maruv в клипе «пришла на сцену для того, чтобы принести „будуарное“ искусство на сцены и наконец, отбросить такие ненужные вещи, как стеснение и жеманство».

## Чарты
| Чарт (2019)                               | Высшая позиция |
| ----------------------------------------- | -------------- |
| Россия (Билайн)                           | 1              |
| Россия (YouTube Music)                    | 11             |
| Top Ukraine Radio & YouTube Hits (Tophit) | 11             |
| Top City & Country Radio Hits (Tophit)    | 19             |
| СНГ (Tophit)                              | 24             |
| Top Radio & YouTube Hits (Tophit)         | 56             |
| Top City & Country Radio Hits (Tophit)    | 56             |
| Top Radio & YouTube Hits (Tophit)         | 63             |
| Top Radio Hits (Tophit)                   | 64             |

### Ежемесячные чарты
| Чарт (2019)                            | Позиция |
| -------------------------------------- | ------- |
| Top City & Country Radio Hits (Tophit) | 24      |
| Top Radio & YouTube Hits (Tophit)      | 80      |

### Годовые чарты
| Чарт (2019)                            | Позиция |
| -------------------------------------- | ------- |
| Top City & Country Radio Hits (Tophit) | 142     |